# П'ятихатки (Харків)
П'ятихатки (раніше П'ятихатка) — селище, розташоване на півночі Харкова, з 1964 року входить до складу міста. Населення близько 10 тис. осіб.

## Географія
Із заходу та сходу обмежений Лісопарком, з півдня — Лісопарком і проспектом Академіка Курчатова, з півночі — Кільцева автомобільною дорогою. Селище входить в склад Київського адміністративного району.

## Історія
До кінця 1950-х років на місці сучасних П'ятихаток знаходився однойменний хутір, що належав до села Черкаська Лозова, на картах Генерального штабу Червоної Армії — «П'ятихатка», число дворів — 13, на час початку будівництва — 17. У наш час збереглися дві будівлі того хутора, одна з яких служить «опорним пунктом міліції», друга — колишня дача генерала Кияшка.
У квітні 1956 року починається будівництво «нового майданчика» УФТІ (будівля № 2) і житлового селища (перші будинки — нинішні Академіка Вальтера 9, 11). Будівництво проводилося ув'язненими, частина яких і проживала в перших будівлях (останню частину привозили на «територію», (яка була повністю обгороджена в нинішніх кордонах), на автобусах). Перші жителі нового селища стали заселятися взимку-навесні 1958—1959 років. Це будинки так званого першого кварталу, нинішні — вулиця Академіка Волкова і проспект Академіка Курчатова (перші будинки після повороту до П'ятихаток з боку Харкова). У 1959 році був відкритий перший дитячий сад, зараз це Будинок школяра і музична школа. Будівля старої школи була побудована в 1958 році, нової — в 1967. Архівні і сучасні фотографії представлені в фотобанку П'ятихаток.
На початку 1960-х у зв'язку з будівництвом так званого «Нового майданчика» Українського фізико-технічного інституту (УФТІ, зараз ННЦ ХФТІ — Національний науковий центр «Харківський фізико-технічний інститут») почалося будівництво житлового селища для співробітників інституту. У кінці 1963 року приймається рішення про будівництво окремого навчального корпусу Фізико-технічного факультету Харківського державного університету (ХДУ ім. А. М. Горького, зараз ХНУ ім. В. Н. Каразіна) і гуртожитку (рішення Харківського облвиконкому N164 від 08.04.63 р.)). Запланований термін здачі об'єкту — І квартал 1968 року. Корпус був зданий в 1969 році. Будівництво цієї, «старої частини» селища закінчилося в кінці 1970-х років.
На початку 1980-х почалося будівництво так званого «БАМа», нової частини селища, розташованого на південь від «нового майданчика» УФТІ. В 2001 році на БАМі проживало близько 5000 мешканців. У 2007 році між західною околицею П'ятихаток і лісом депутат міськради Юрій Сапронов почав будівництво гольф-клуба, яке завершилося в 2008 році. Гольф-клуб Superior Golf Club Kharkov офіційно відкритий 29 травня 2009.
14 серпня 2008 було створено сайт селища — 5hatki.kharkov.ua, з 01 листопада 2016 — https://5hatki.wordpress.com/.

## Медицина
Працюють медсанчастина № 13 і дитяча поліклініка.

## Мапи
- Німецьке аерофотознімання П'ятіхаток 24 вересня 1941 р.
- П'ятихатки на мапі 2000 р.
- Сучасна мапа П'ятихаток